# Завелицкий, Егор Митрофанович
Егор Митрофанович Завелицкий (1924—1943) — советский военнослужащий. Участник Великой Отечественной войны. Герой Советского Союза (1944). Младший сержант.

## Биография
Родился 30 апреля 1924 года в селе Филатово Обоянского уезда Курской губернии РСФСР (ныне Обоянского района Курской области Российской Федерации) в семье крестьянина Митрофана Федотовича Завелицкого. Русский. Окончил семь классов сельской школы, после чего работал в колхозе.
В ряды Рабоче-крестьянской Красной Армии призван Обоянским районным военкоматом Курской области 21 февраля 1943 года. В боях с немецко-фашистскими захватчиками участвовал с марта 1943 года в составе 842-го стрелкового полка 240-й стрелковой дивизии 38-й армии Воронежского фронта. Боевое крещение принял в Третьей битве за Харьков. Затем участвовал в Курской битве, Сумско-Прилукской операции. За время боёв в совершенстве овладел техникой ведения боя станковым пулемётом. Стал первым номером пулемётного расчёта, получил звание младшего сержанта.
В конце сентября 1943 года передовые части 38-й армии Воронежского фронта вышли к Днепру севернее Киева. В ночь на 27 сентября 1943 года они форсировали водную преграду и захватили небольшие плацдармы на правом берегу реки на рубеже Сваромье — Вышгород. В числе первых форсировал Днепр в районе села Лютеж и младший сержант Егор Завелицкий. Утром 27 сентября 1943 года начались кровопролитные бои за удержание, расширение и объединение разрозненных плацдармов в один плацдарм, получивший название Лютежского. Как писал в наградном листе командир 842-го стрелкового полка подполковник В. Г. Поцикайло, в боях на правом берегу Днепра младший сержант Егор Завелицкий превратил захваченные позиции в неприступную крепость, о которую разбивались многочисленные контратаки врага, имевшего численное превосходство.
В боях за освобождение села Лютеж на его северной окраине 4 октября 1943 года пулеметный расчёт под командованием младшего сержанта Егора Завелицкого отразил 13 контратак противника, уничтожив до роты немецких солдат и захватив в качестве трофеев 3 ручных пулемёта с 10-ю тысячами патронов. 0 октября 1943 года расчёт ворвался в село Лютеж, в упор расстреливая фашистов, после чего в течение трёх часов удерживал занятые позиции до подхода основных сил.
18 октября 1943 года командир 842-го стрелкового полка подполковник Поцикайло представил младшего сержанта Егора Завелицкого к званию Героя Советского Союза. Указом Президиума Верховного Совета СССР «О присвоении звания Героя Советского Союза генералам, офицерскому, сержантскому и рядовому составу Красной Армии» от 10 января 1944 года за «образцовое выполнение боевых заданий командования на фронте борьбы с немецко-фашистскими захватчиками и проявленные при этом отвагу и геройство» удостоен посмертно звания Героя Советского Союза.
После событий на Лютежском плацдарме о судьбе Егора Завелицкого долгое время ничего не было известно. С декабря 1943 года он числился пропавшим без вести. Лишь в 1990 году курскими краеведами были найдены сведения, что он умер от ран в госпитале в Белгороде и был похоронен в братской могиле на городском кладбище, которое теперь называют Старым. Позднее перезахоронен в братскую могилу № 31-29 у развилки дорог Белгород — Короча, Белгород — Шебекино рядом с Белгородским государственным центром народного творчества (ул. Широкая, 1).

## Награды
- Медаль «Золотая Звезда» (10.01.1944).
- Орден Ленина (10.01.1944).

## Примечание
1. ↑  В период с 23 по 26 марта 1943 года 38-я армия входила в состав Курского фронта.
2. ↑  Указ Президиума Верховного Совета СССР «О присвоении звания Героя Советского Союза генералам, офицерскому, сержантскому и рядовому составу Красной Армии» от 10 января 1944 года // Ведомости Верховного Совета Союза Советских Социалистических Республик : газета. — 1944. — 19 января (№ 3 (263)). — С. 1. Архивировано 7 декабря 2021 года.

## Документы
- Общедоступный электронный банк документов «Подвиг Народа в Великой Отечественной войне 1941—1945 гг.» Архивировано 13 марта 2012 года.

Герой Советского Союза. Архивировано 25 декабря 2012 года.
Указ Президиума Верховного Совета СССР. Архивировано 24 мая 2013 года.
Список награждённых. Архивировано 24 мая 2013 года.
- Обобщенный банк данных «Мемориал». Архивировано 10 мая 2012 года.

ЦАМО, ф. 58, оп. 18004, д. 1995 (недоступная ссылка — история).